# Luke's Movie Muddle
Luke's Movie Muddle é um curta-metragem norte-americano de 1916, do gênero comédia, estrelado por Harold Lloyd.
Cópia do filmes está conservada no George Eastman House e Filmoteca Española.

## Elenco
- Harold Lloyd - Luke
- Bebe Daniels
- Snub Pollard - Projetista

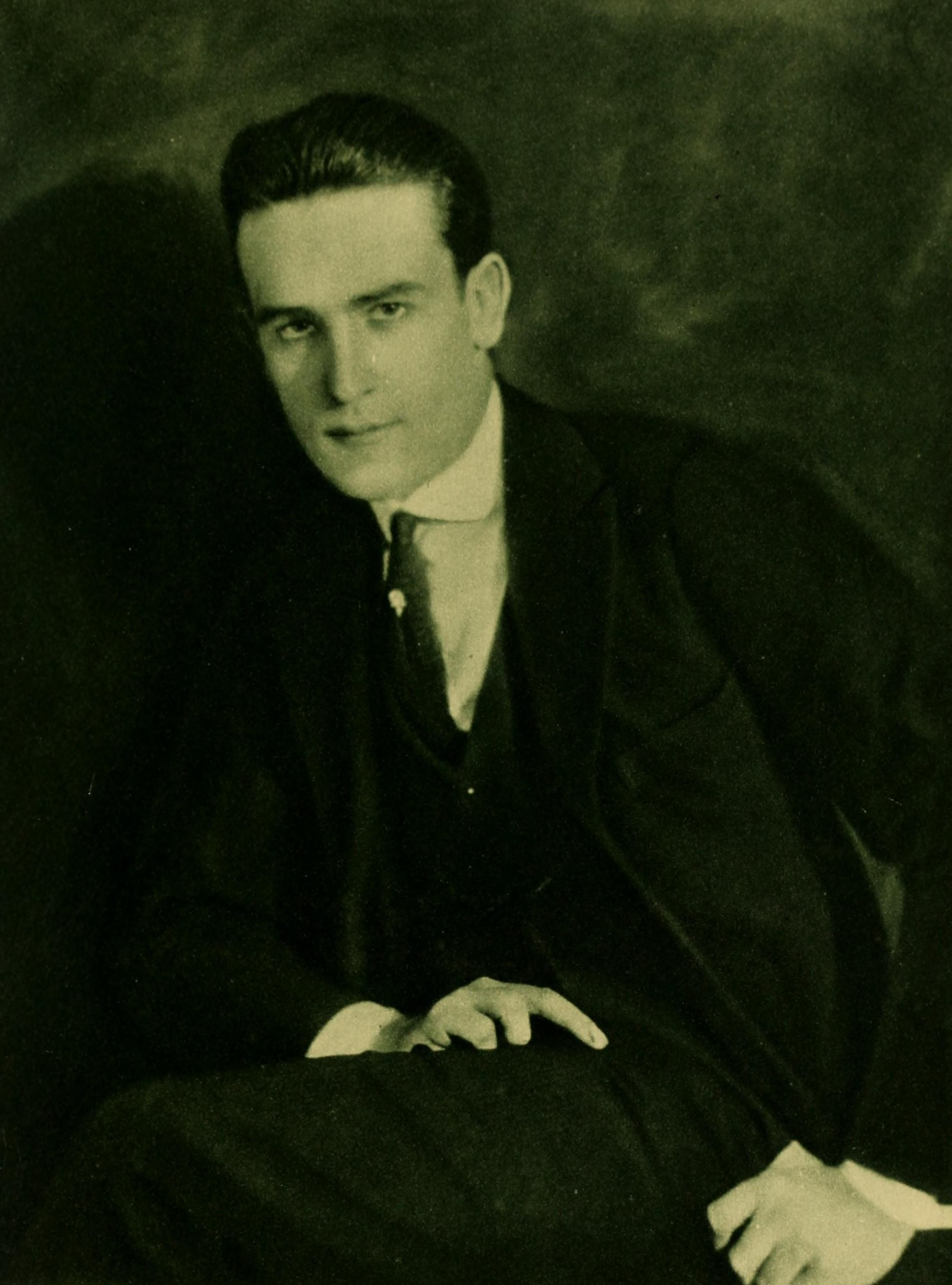
Harold Lloyd

- Charles Stevenson - (como Charles E. Stevenson)
- Billy Fay
- Fred C. Newmeyer
- Sammy Brooks
- Harry Todd
- Bud Jamison
- Margaret Joslin - (como Mrs. Harry Todd)
- Earl Mohan
- Ray Robertson
- Harvey L. Kinney
- H.L. O'Connor
- Hilda Limbeck
- Estelle Harrison
- Gertrude Short
- Jewel Mason
- Peggy Heinse
- Eva Thatcher - (como Evelyn Thatcher)
- J.J. Martin